# Nikífor Béguitxev

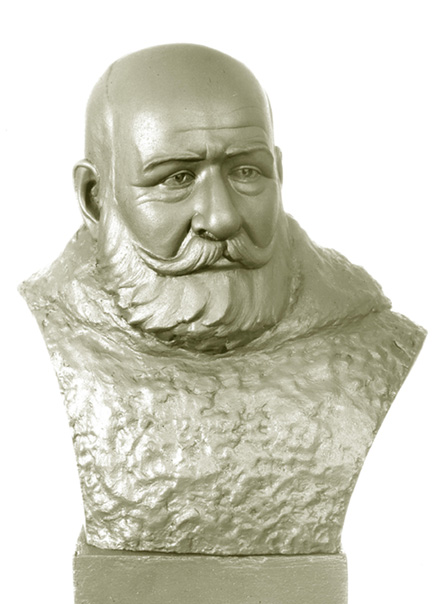
Nikifor Begichev

Nikífor Alekséievitx Béguitxev (rus: Никифор Алексеевич Бегичев (Бигичев) (19 de febrer de 1874 – 18 de maig de 1927) va ser un explorador rus. Va rebre dues medalles de l'Acadèmia Russa de Ciències.
Béguitxev va néixer en el districte de Leninsky, en l'oblast de Volgograd, en la família de pescadors del riu Volga, Governorat d'Astrakhan. El 1895 va ser cridat al servei de la Marina Russa i va viatjar tres vegades com a mariner a les illes Antilles.
Va ser un participant de l'"Expedició Polar Rusa" de Baró Eduard Toll de 1900-1903. Després de la mort de Baró Toll, Begichev va participar en la investigació. Durant aquest viatge, va salvar la vida del seu comandant, el tinent Aleksandr Kolchak, un futur almirall. Caminant pel gel marí, Kolchak va caure en una esquerda. Quan Begichev el va treure de l'aigua, el tinent no va mostrar senyals de vida. Béguitxev es va treure la roba eixuta i va vestir a Kolchak. Aleshores, per tornar a animar-lo, Begichev va disparar la canonada i la va posar a la boca de Kolchak. Kolchak va obrir els ulls.
Posteriorment, Béguitxev va participar en la Guerra Russo-Japonesa.
El 1922, a instàncies del govern de Noruega, Béguitxev va liderar una expedició soviètica sense èxit per buscar Peter Tessem i Paul Knutsen, va perdre els membres de la tripulació del vaixell Maud de l'expedició de Roald Amundsen de 1918. Begichev va ser un dels investigadors que va explorar la Península de Taimir amb Nikolay Urvantsev el 1923-1924. Durant les seves exploracions va investigar dues illes, que van ser nomenades per ell: Illa Bolxoi Beguitxev i Illa Malii Beguitxev.

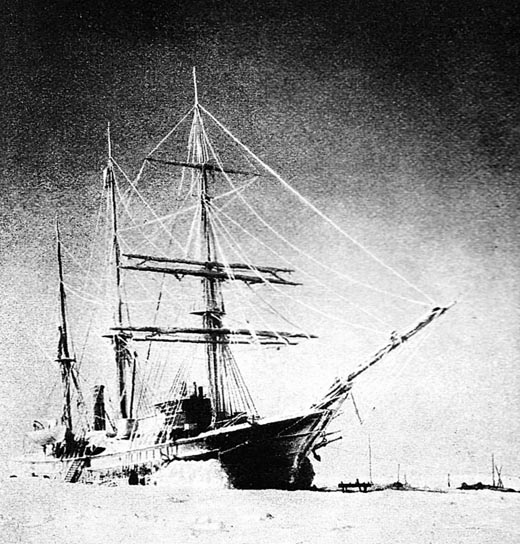
Vaixell polar Zarya hivernant a l'Àrtic

Nikifor Béguitxev va morir durant l'hivernada a la desembocadura del riu Pyasina. El 1964, es va erigir un monument a Begichev en el poblat de Dickson.